# Olizarowszczyzna
Olizarowszczyzna (biał. Алізараўшчына, Alizarauszczyna; ros. Олизаровщина, Olizarowszczina) – wieś na Białorusi, w obwodzie brzeskim, w rejonie baranowickim, w sielsowiecie Horodyszcze, nad zbiornikiem Kutowszczyzna, na Serweczy.